# 진잠 김씨
진잠 김씨(鎭岑金氏)는 대전광역시 유성구 진잠동을 본관으로 하는 한국의 성씨이다.
시조 김극복(金克福)은 신라 경순왕의 후손으로, 조선에서 통정대부(通政大夫)를 지냈으며 이후 공을 세워 조선 조정으로부터 진잠군(鎭岑君)에 봉해졌다.

## 참고 자료
- “진잠김씨(鎭岑金氏)”. 뿌리를 찾아서.[깨진 링크(과거 내용 찾기)]